# Khozjain tajgi
Khozjain tajgi (russisk: Хозяин тайги) er en sovjetisk spillefilm fra 1968 af Vladimir Nazarov.

## Medvirkende
- Valerij Zolotukhin som Vasilij Snezjkin
- Vladimir Vysotskij
- Lionella Pyrjeva
- Mikhail Koksjenov
- Dmitrij Masanov